# آلن نوسبام
آلن جفری " جری " نوسباوم (زادهٔ ۱۷ دسامبر ۱۹۴۷) زبان‌شناس آمریکایی متخصص زبان‌های هندواروپایی و فیلولوژیست کلاسیک است که بیشتر به خاطر کارش بر روی زبان حماسه‌های هومری و نام‌های مدرن و نیاهندواروپایی شناخته شده‌است. او در معنی‌شناسی اشتقاقی اسمی و صرف (از جمله سیستم کالند) تخصص دارد. وی استاد زبان‌شناسی هندواروپایی و زبان‌های یونانی و لاتین در دانشگاه کرنل است.
نوسبام با پیشینهٔ یهودی گالیسیایی در شهر نیویورک متولد شد و در پاسائیک نیوجرسی بزرگ شد. او مدرک لیسانس کلاسیک (۱۹۶۹) را از کالج واشینگتن اسکوئر دانشگاه نیویورک، دیپلم فیلولوژی تطبیقی (۱۹۷۴) از دانشگاه آکسفورد، و درجهٔ دکتری خود را در زبان‌شناسی (۱۹۷۶) از دانشگاه هاروارد اخذ کرد. پس از تدریس به عنوان مربی، استادیار و دانشیار در دانشگاه ییل (۱۹۷۵–۱۹۸۵)، او به عنوان دانشیار (۱۹۸۵–۱۹۹۷) و سپس به عنوان استاد تمام (۱۹۹۷-اکنون) کلاسیک و زبان‌شناسی به کرنل نقل مکان کرد.
نوسبام با فیلسوف مارتا نوسبام، استاد حقوق و اخلاق در دانشگاه شیکاگو ازدواج کرد و تا سال ۱۹۸۷ با او زندگی کرد.